# Heinrich Römer
Heinrich Römer (* 13. Juni 1932 in Eschweiler; † 11. Oktober 2009 in Stolberg) war letzter Stadtdirektor der Stadt Stolberg.

## Herkunft und Beruf
Heinrich Römer wurde im Jahre 1932 geboren.  Als  er am 16. November 1967 zum Stadtdirektor ernannt wurde, war er der Jüngste im damaligen Regierungsbezirk Aachen. Am 31. Dezember 1996 trat er aus diesem Amt aus, diesmal als dienstältester Stadtdirektor in Nordrhein-Westfalen. 
Aufgrund seiner beruflichen Tätigkeit war er aktiv im Präsidium des Städte- und Gemeindebundes tätig.

## Partei und Organisationen
Heinrich Römer war Mitglied der CDU.
Besonders aktiv war Heinrich Römer im Stolberger Karneval. Hier war er elf Jahre lang als Stadtschreiber aktiv und nahm bei der Prinzenproklamation das Geschehen des letzten Jahres auf die närrische Schippe.

## Ehrungen
1998 lehnte Heinrich Römer eine Ehrenbürgerschaft der Stadt Stolberg ab. Die SPD-Fraktion hatte diesen Antrag eingebracht und bei den anderen Fraktionen auch eine erforderliche Zweidrittelmehrheit erreicht. Nur bei Teilen der CDU-Fraktion gab es massive Kritik an dieser Ehrenbürgerschaft, so dass Heinrich Römer auf diese Ehrung verzichtete.
Im Mai 2004 erhielt Heinrich Römer das Bundesverdienstkreuz 1. Klasse vom damaligen Regierungspräsidenten Jürgen Roters. 